# 문래동
문래동(文來洞)은 서울특별시 영등포구의 법정동이다. 문래동은 동으로 영등포구, 남으로는 도림천, 북으로는 당산동과 인접해 있으며 서쪽으로는 구로구 신도림동과 경계를 이루고 있다.

## 지명의 유래

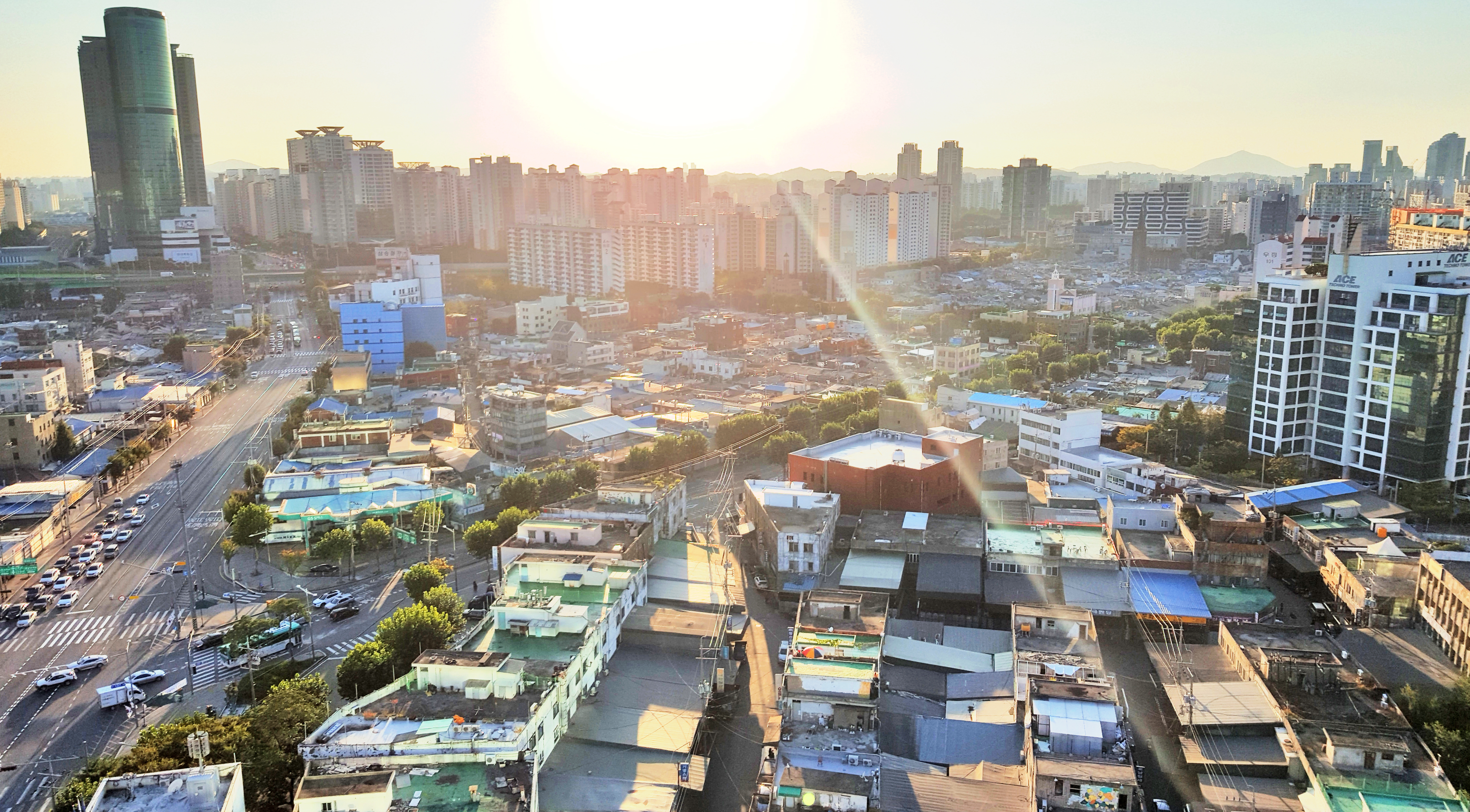
문래동 전경

문래동의 명칭은 대한민국 광복 후 문익점의 목화 전래의 이름을 따서 ‘문래동’이라 지었다는 설이 있고, 또 일설은 학교와 관공서 등이 들어서자 ‘글이 온다’는 뜻에서 동명이 붙여졌다는 설이 있으나 전자의 설을 주장하는 주민이 많다.

## 역사
조선시대에는 갈대가 무성하던 늪지대로 경기도 금천군 상북면 ‘도야미리’(道也味里)에 속했고, 일제강점기 초엔 시흥군 북면 도림리에 소속되어 있었다고 전한다. 일제 강점기 때 종연, 동양 등 크고 작은 방직공장이 들어서자 일본인들에 의해서 ‘사옥동’(絲屋洞)이라 불리면서 마을이 형성되었다.
1970년대에는 철공소 밀집 지역이었으며, 다양한 기계부품을 생산하면서 호황을 누렸다. 그러나 1990년대 말부터 중국산 부품들이 대한민국 국내에 대량 유입되어 문을 닫는 철공소가 증가하였다.  2000년대에 들어 다양한 예술인들이 문래동의 철공소가 있던 자리를 싼값에 임대하여 입주하기 시작하였다.

## 법정동
- 문래동1가
- 문래동2가
- 문래동3가
- 문래동4가
- 문래동5가
- 문래동6가

## 교육
- 영문초등학교
- 문래초등학교
- 서울영등포초등학교
- 문래중학교
- 양화중학교
- 영등포화교소학교
- 관악고등학교

## 갤러리

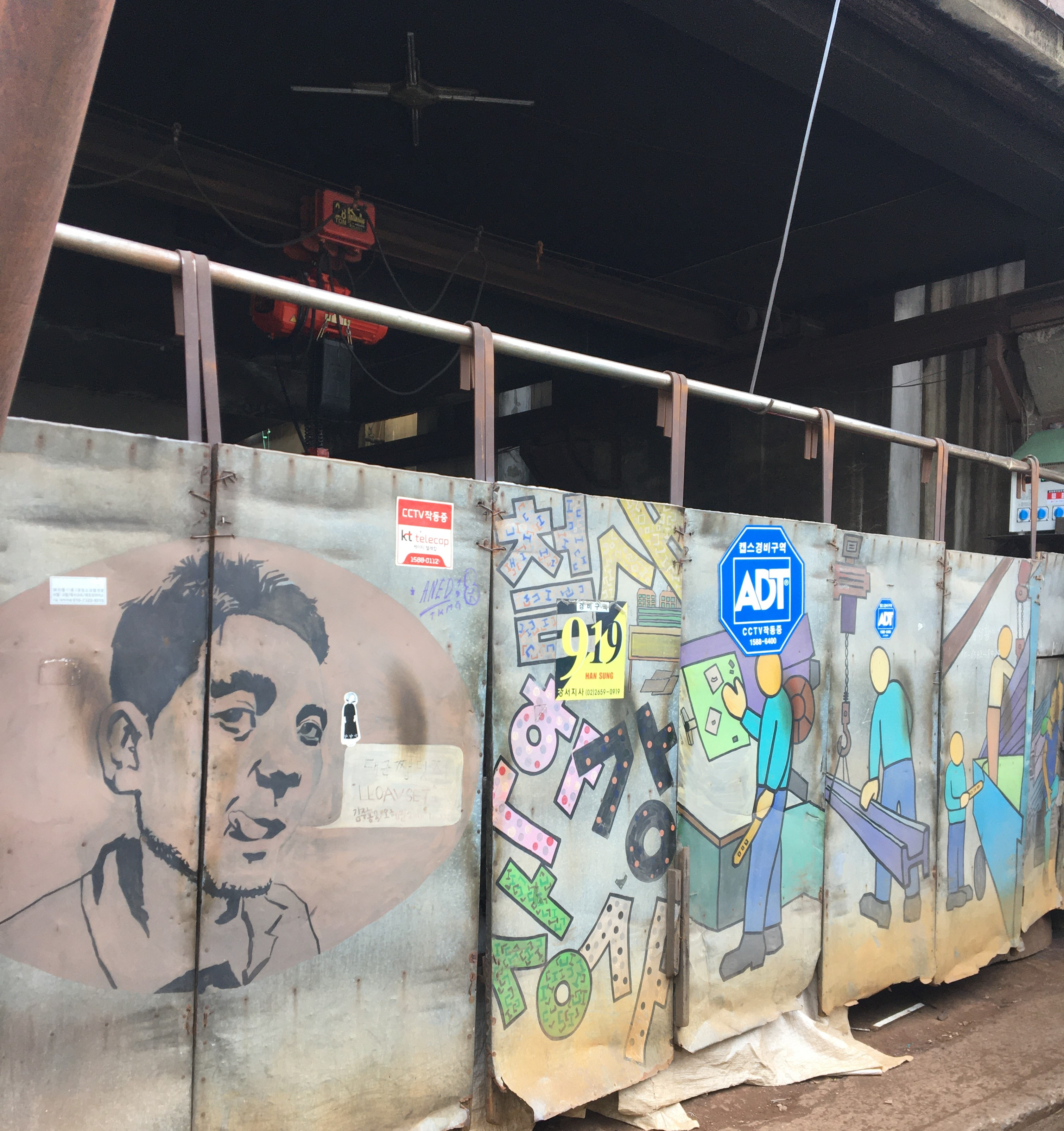
문래동 공장판
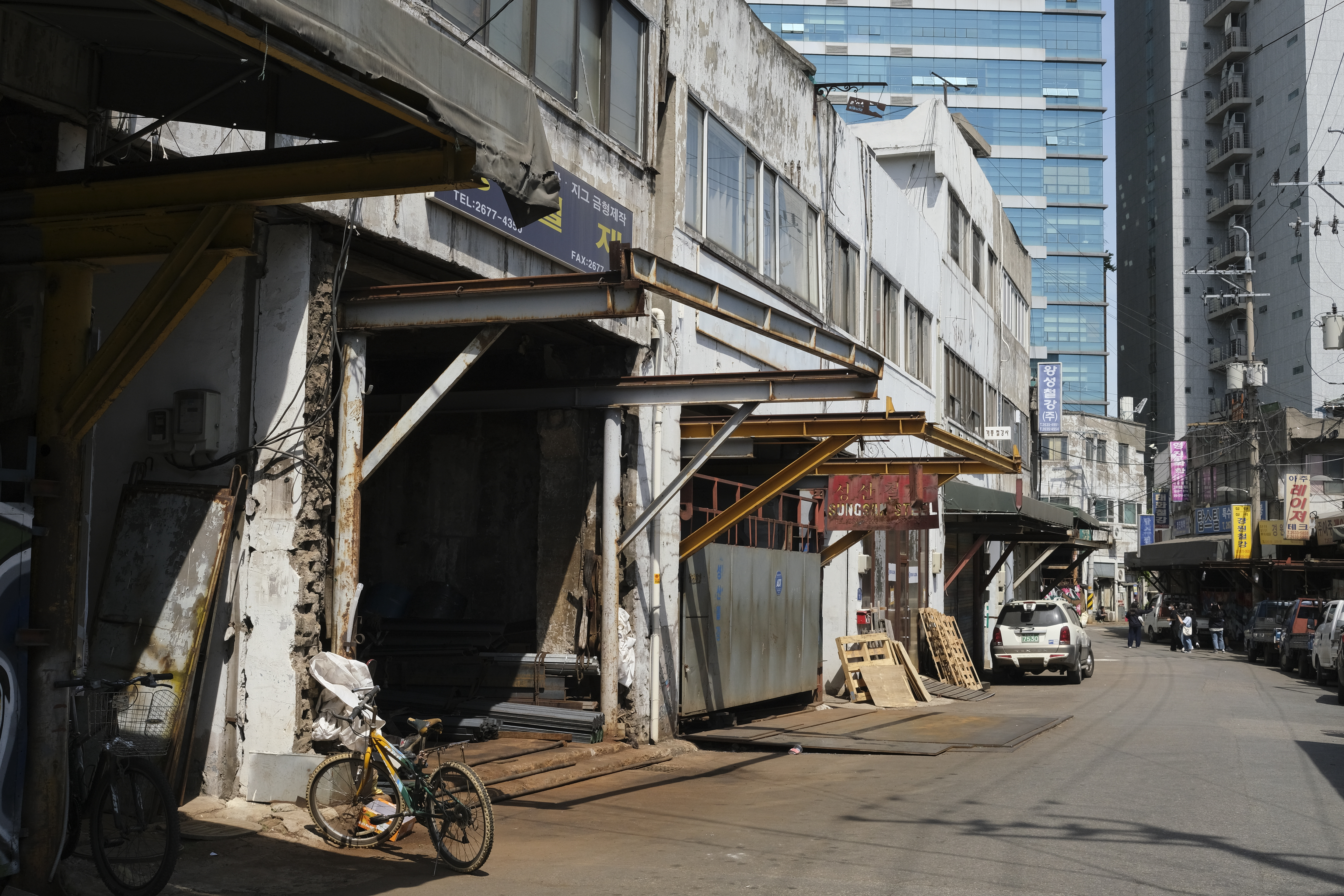
문래동 철공소
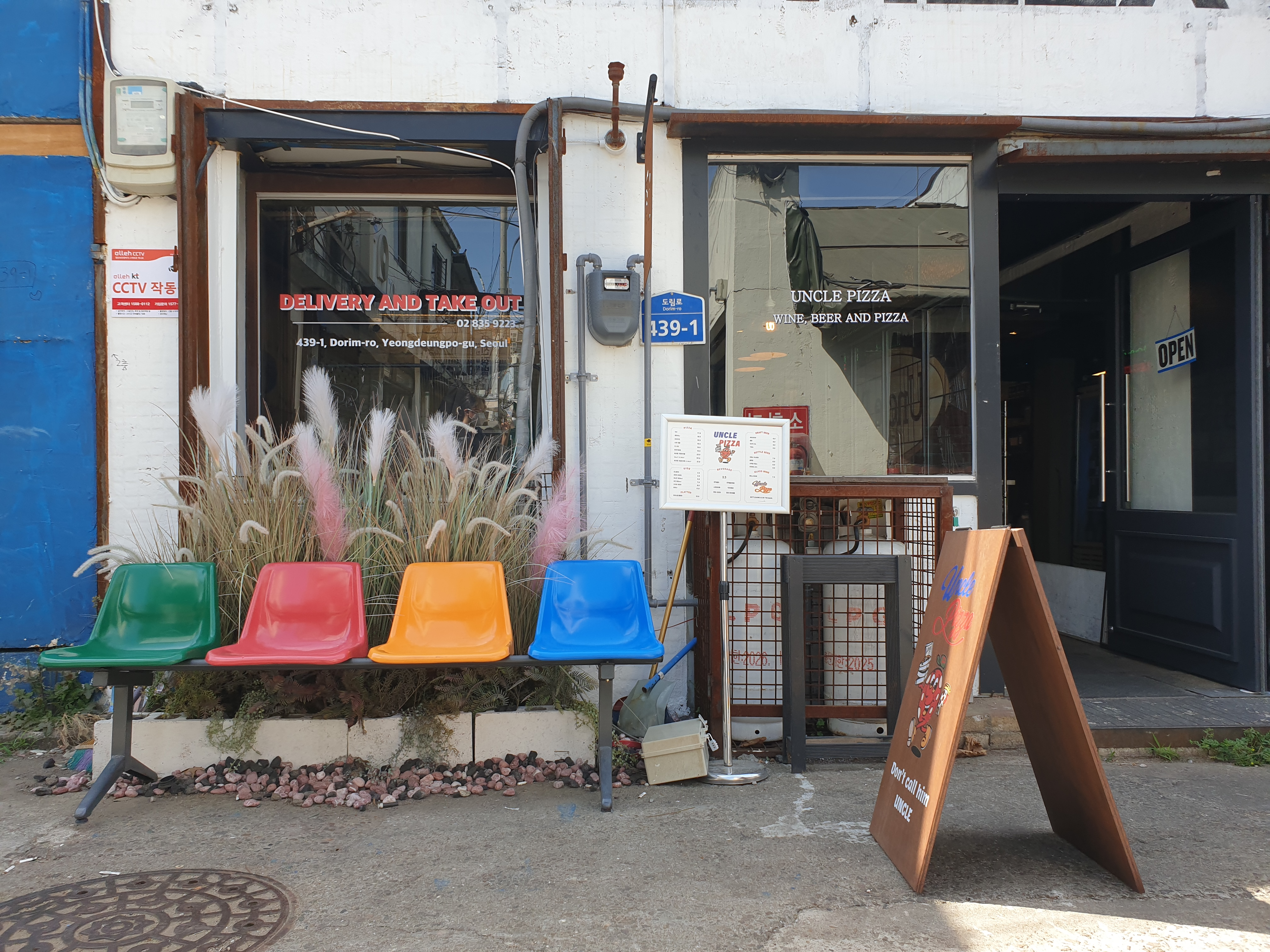
문래동 식당
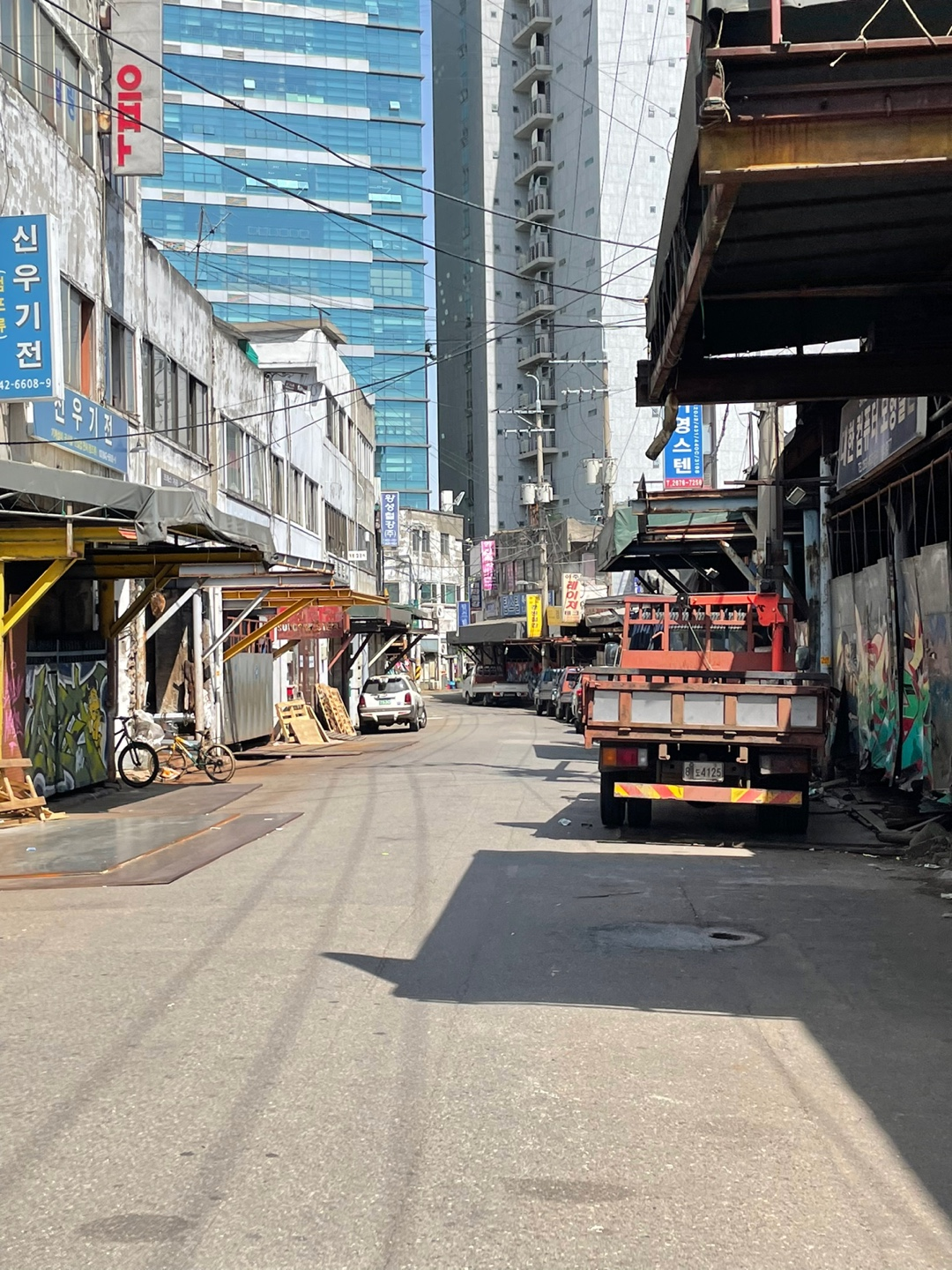
문래동 길거리
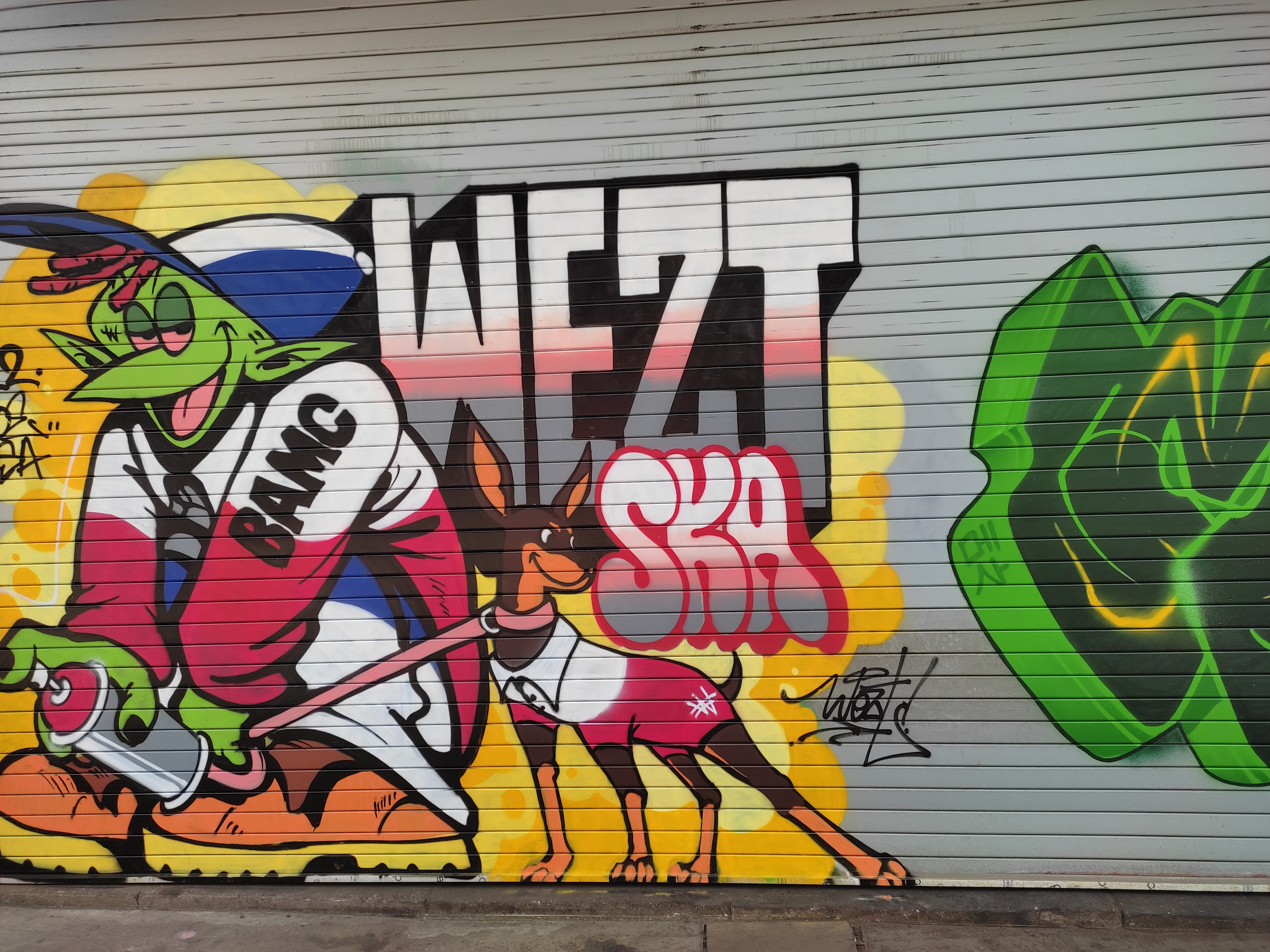
문래동 벽화
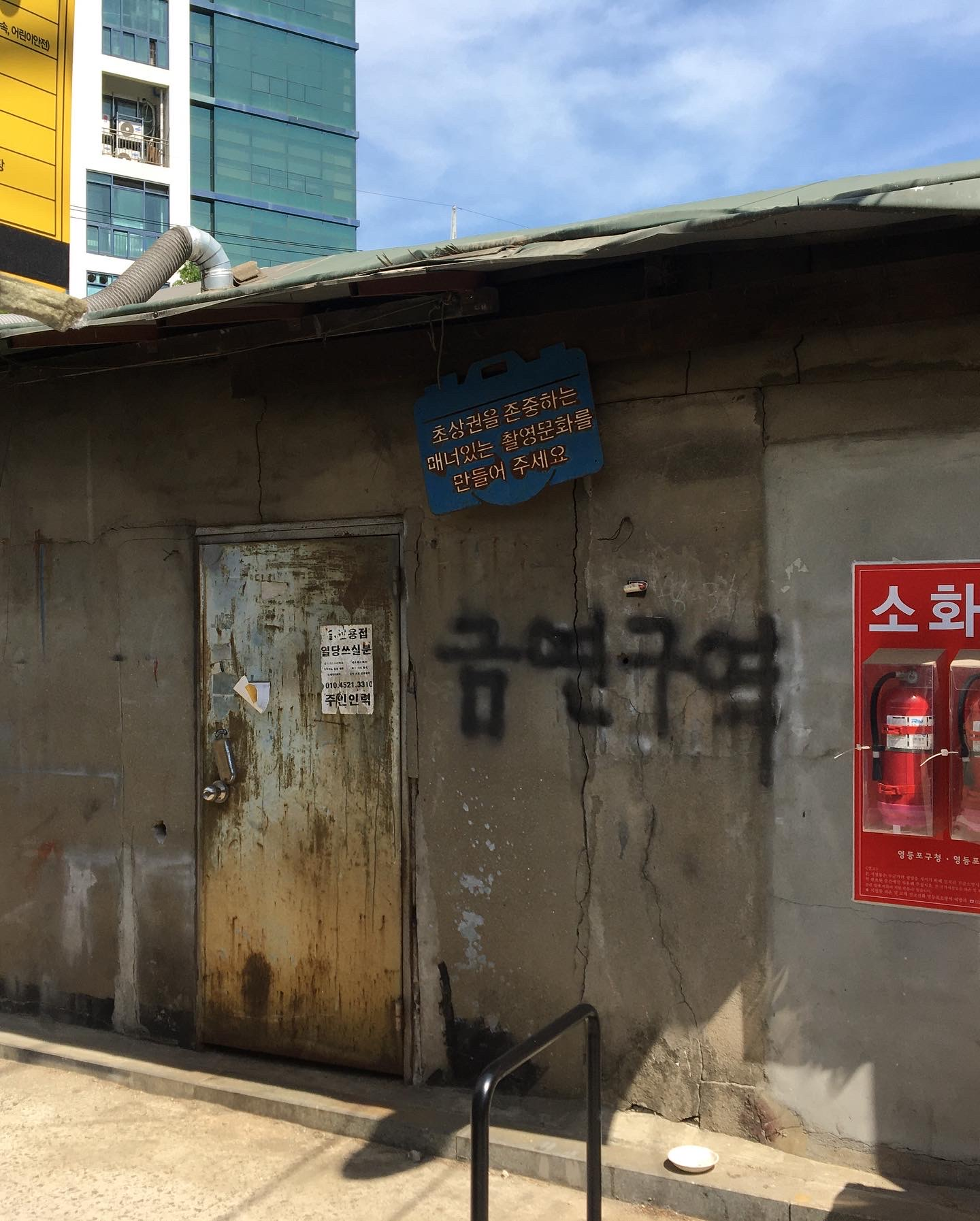
문래동 공장
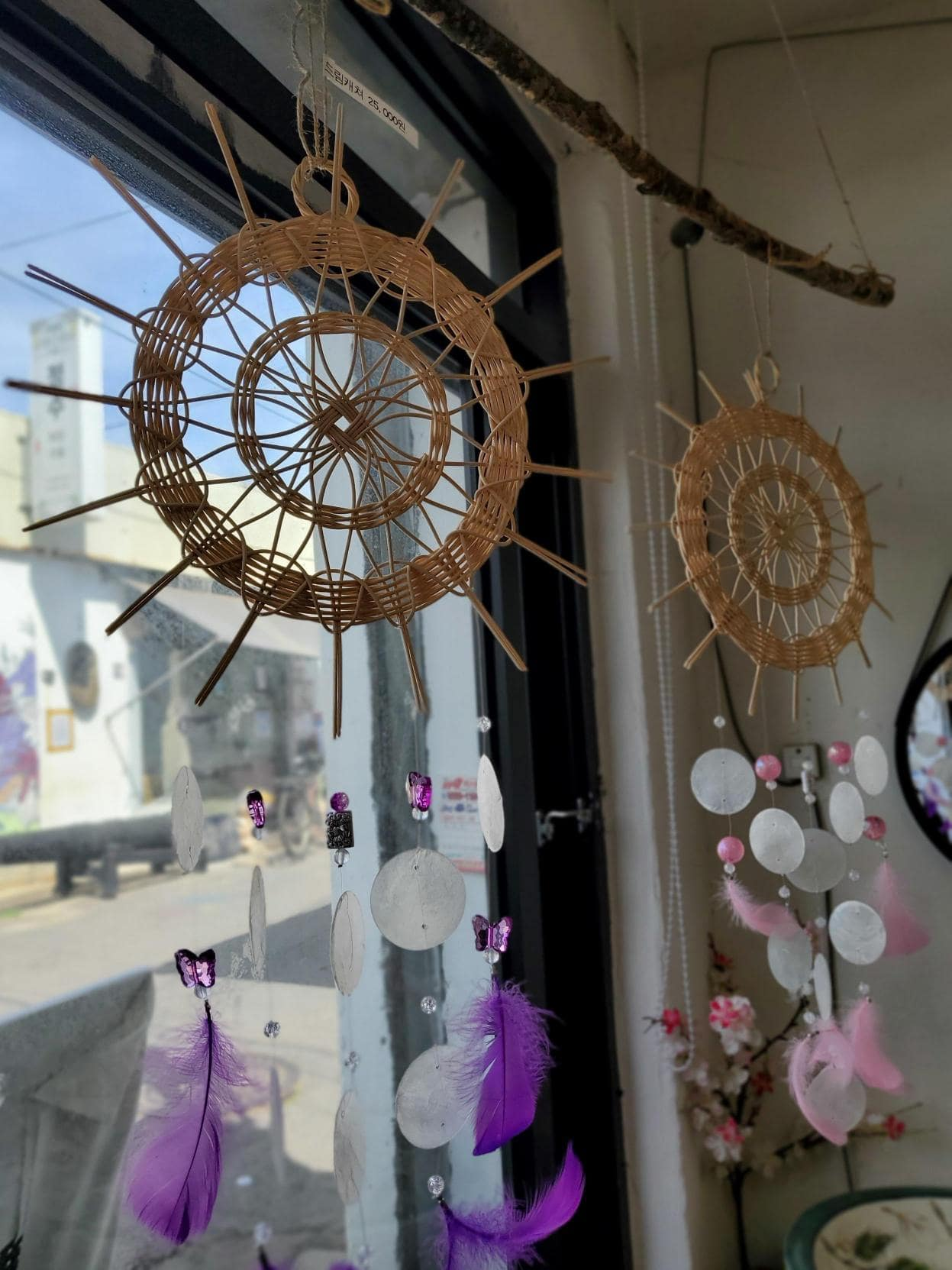
문래동에 위치한 소품가게에서 찍은 드림캐쳐
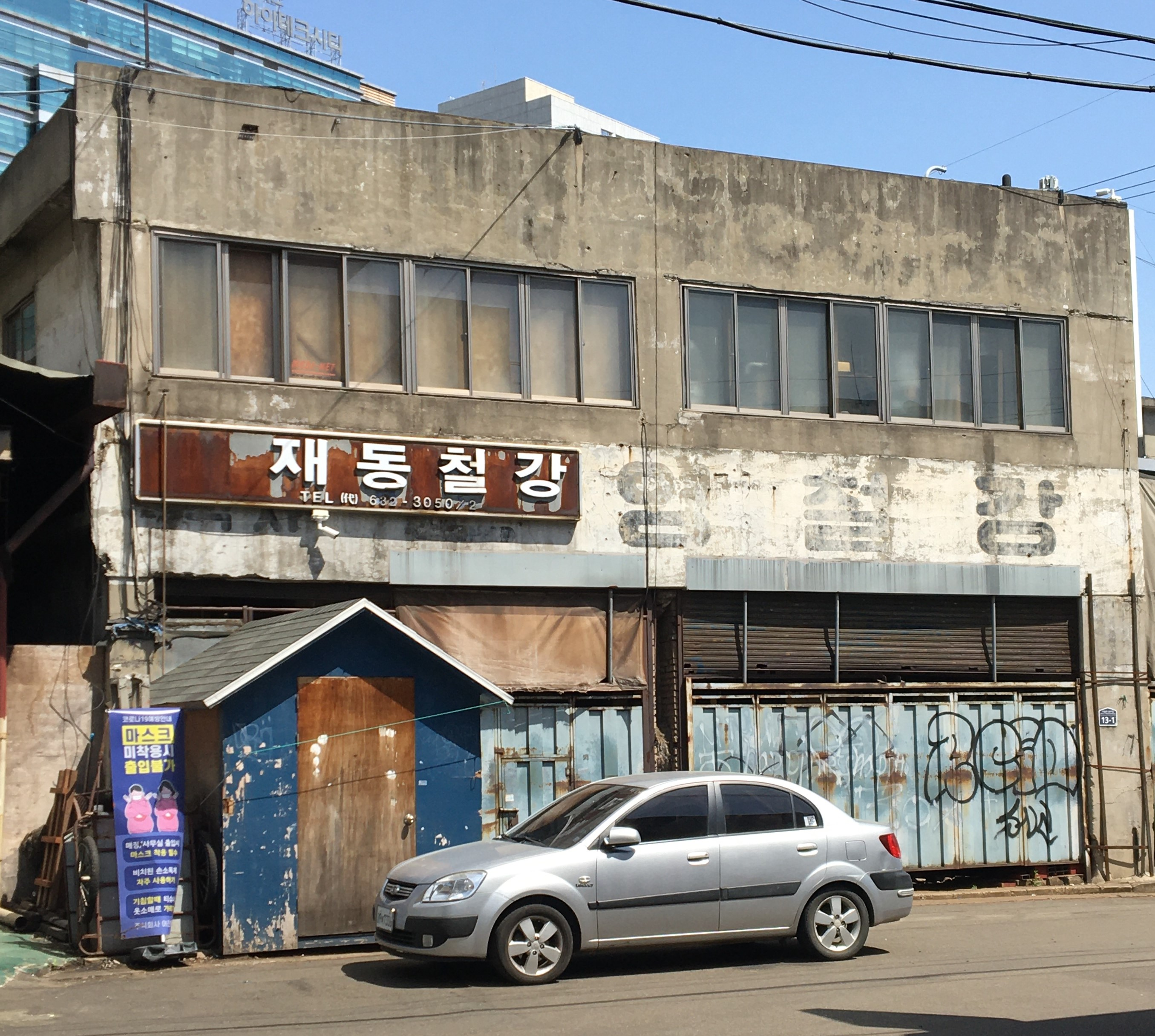
문래동 공장의 모습
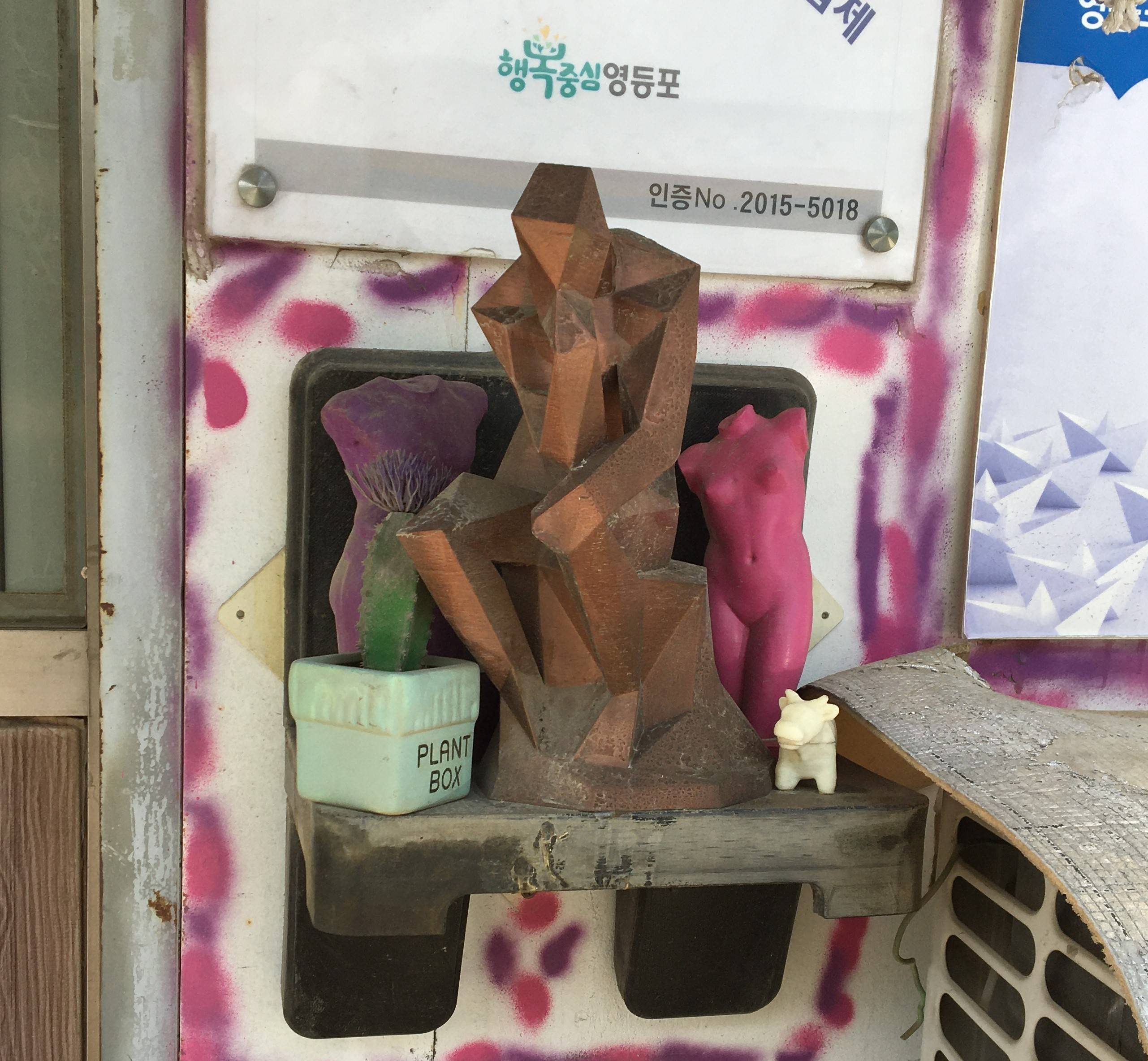
문래동 석상
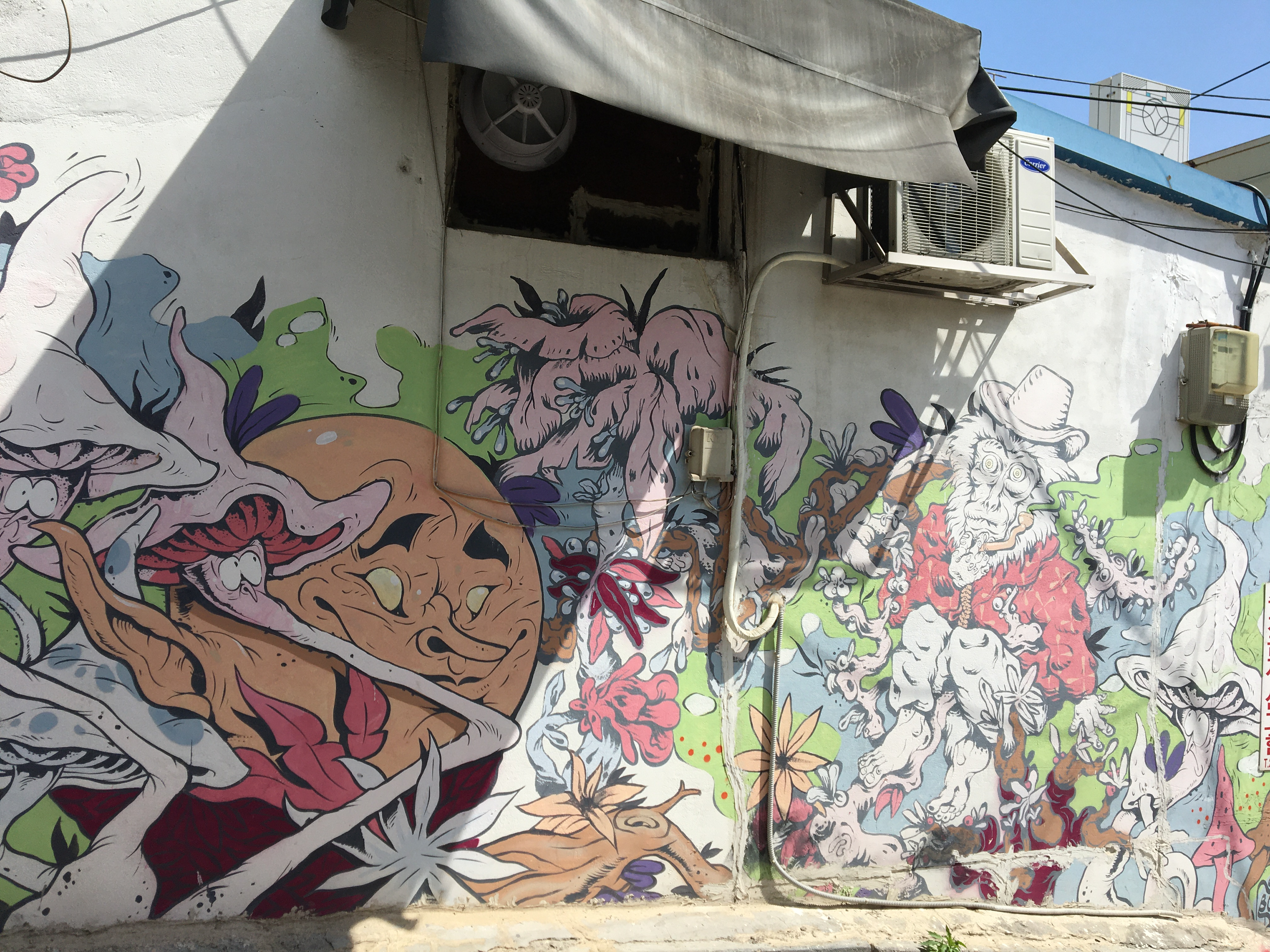
문래동 공장 벽화
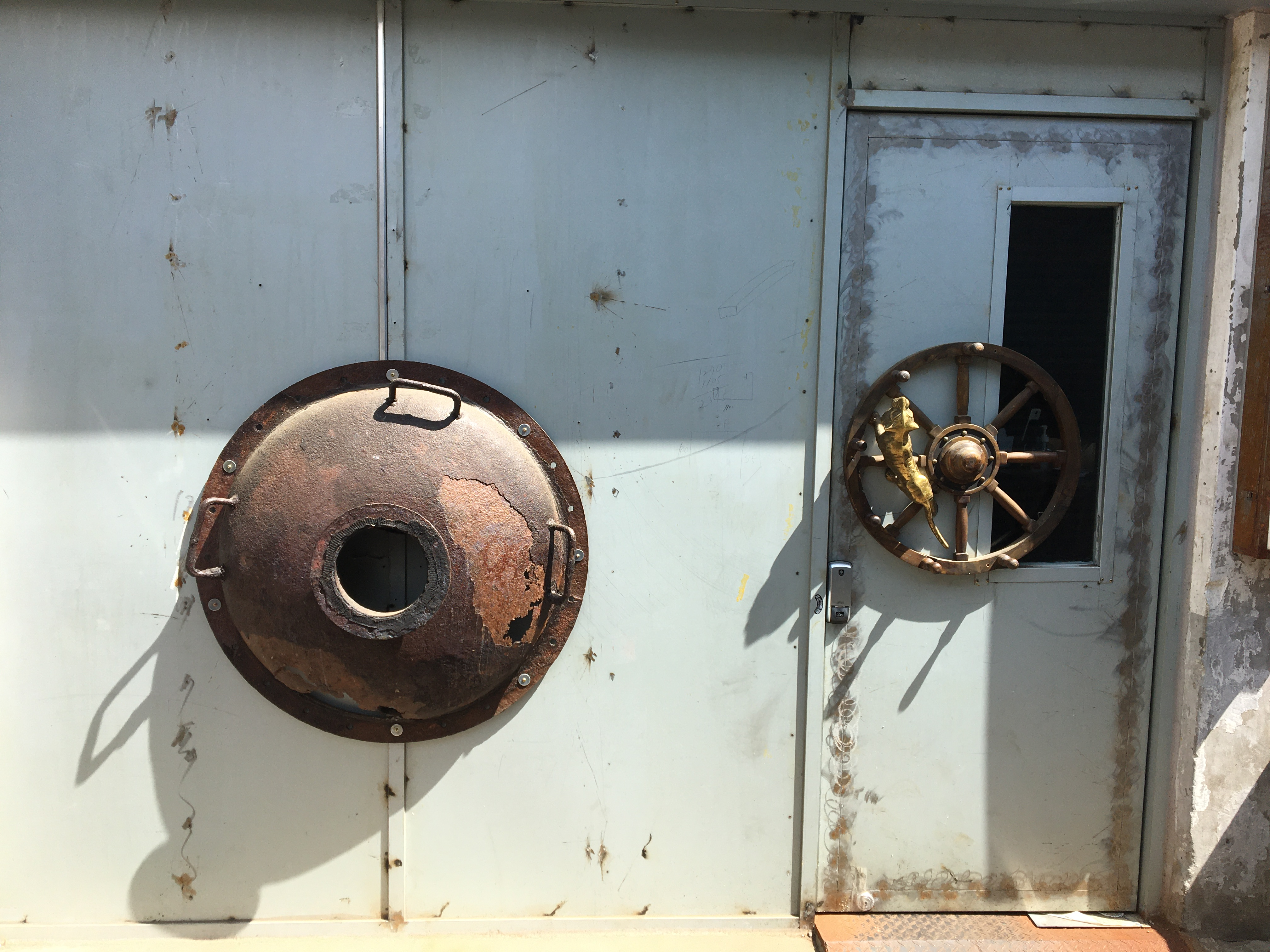
옛날 공장 기구
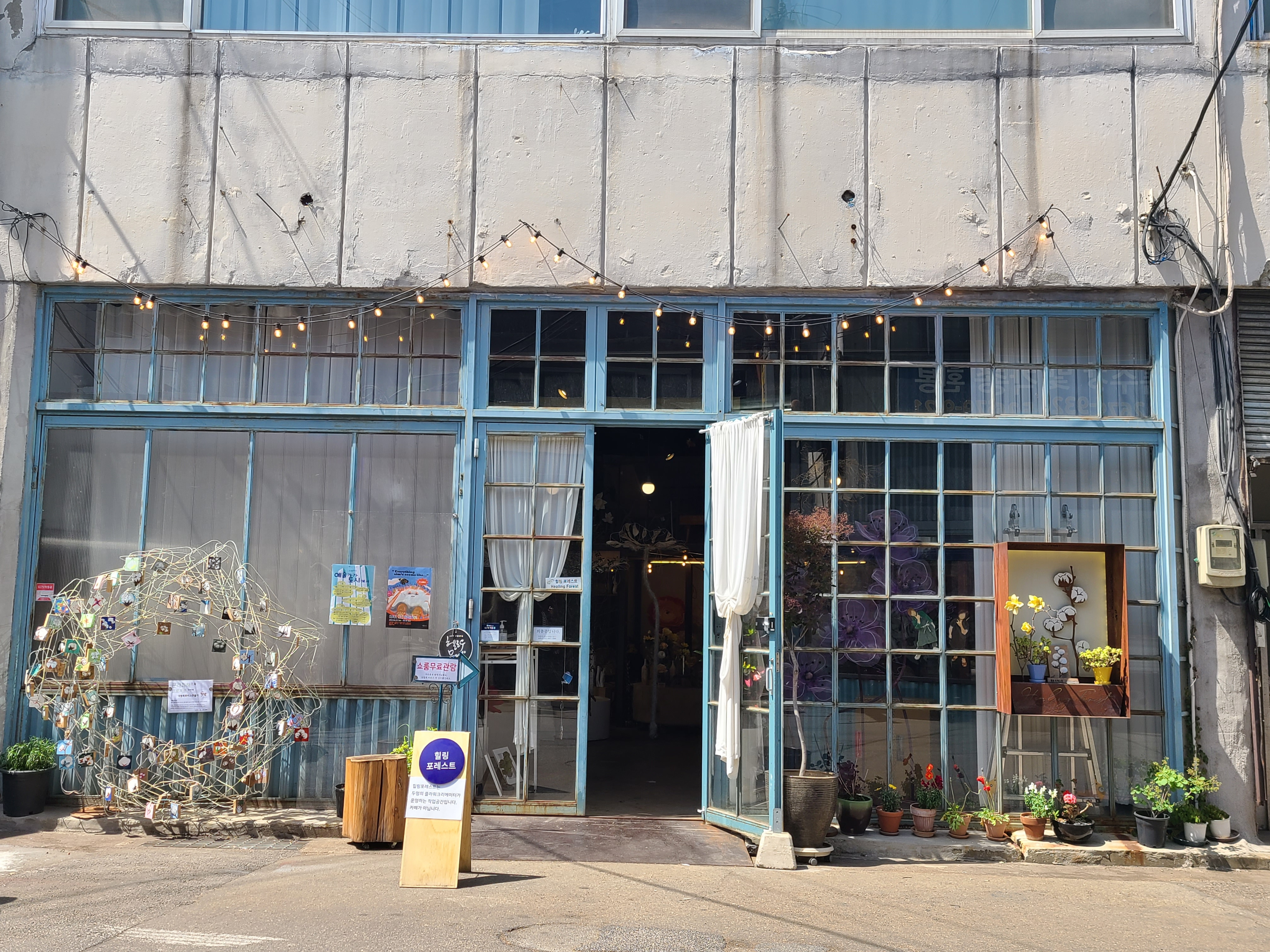
문래창작촌 골목
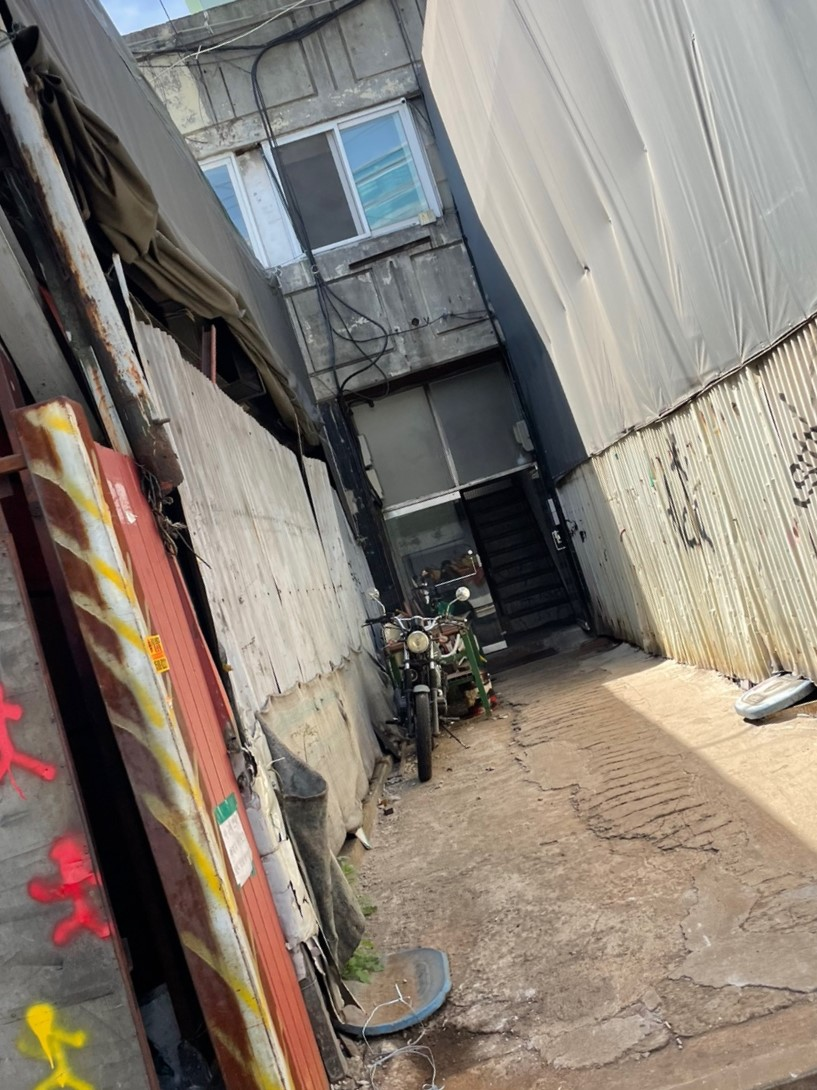
문래 창작촌
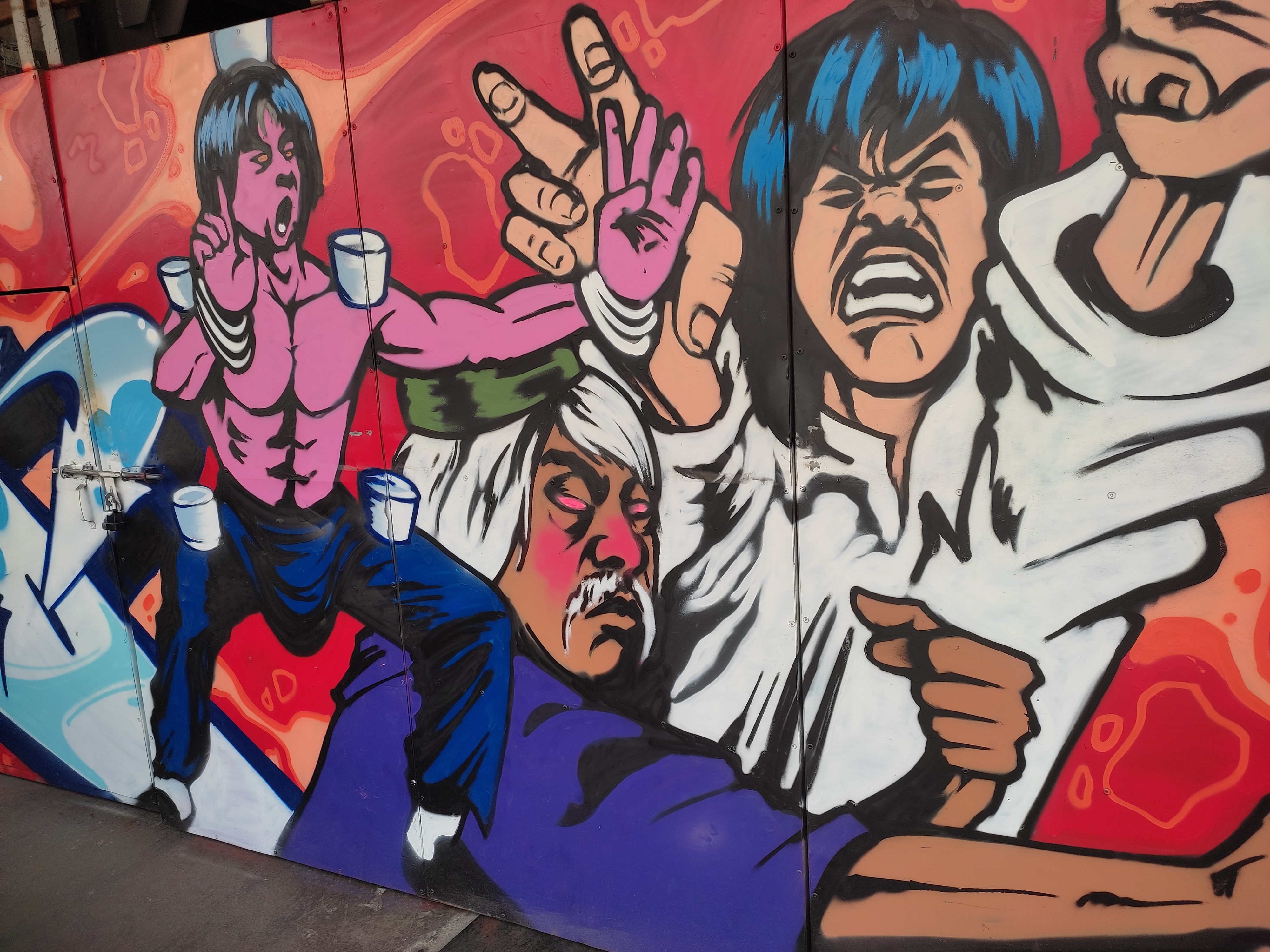
문래벽화
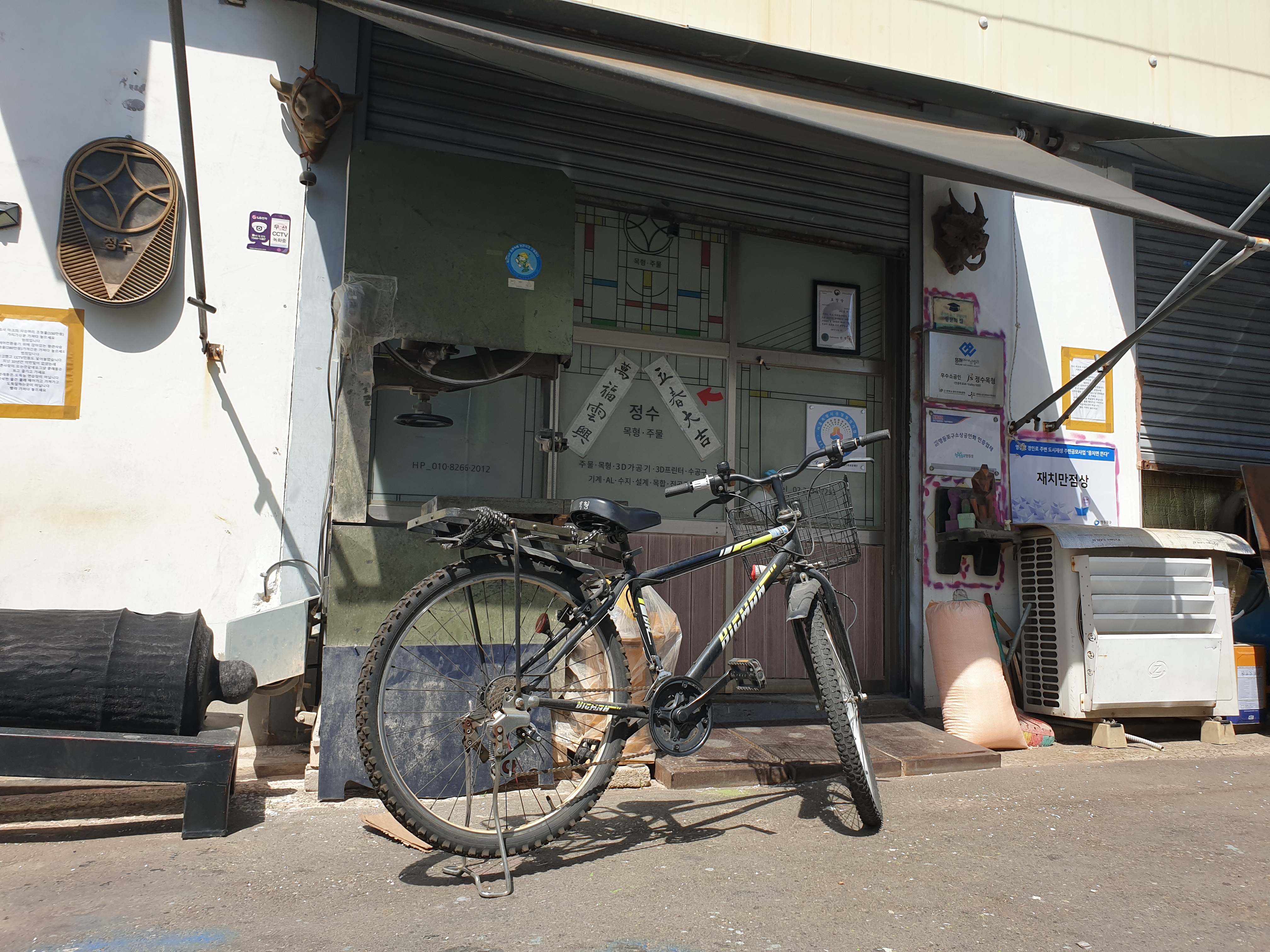
문래동 자전거
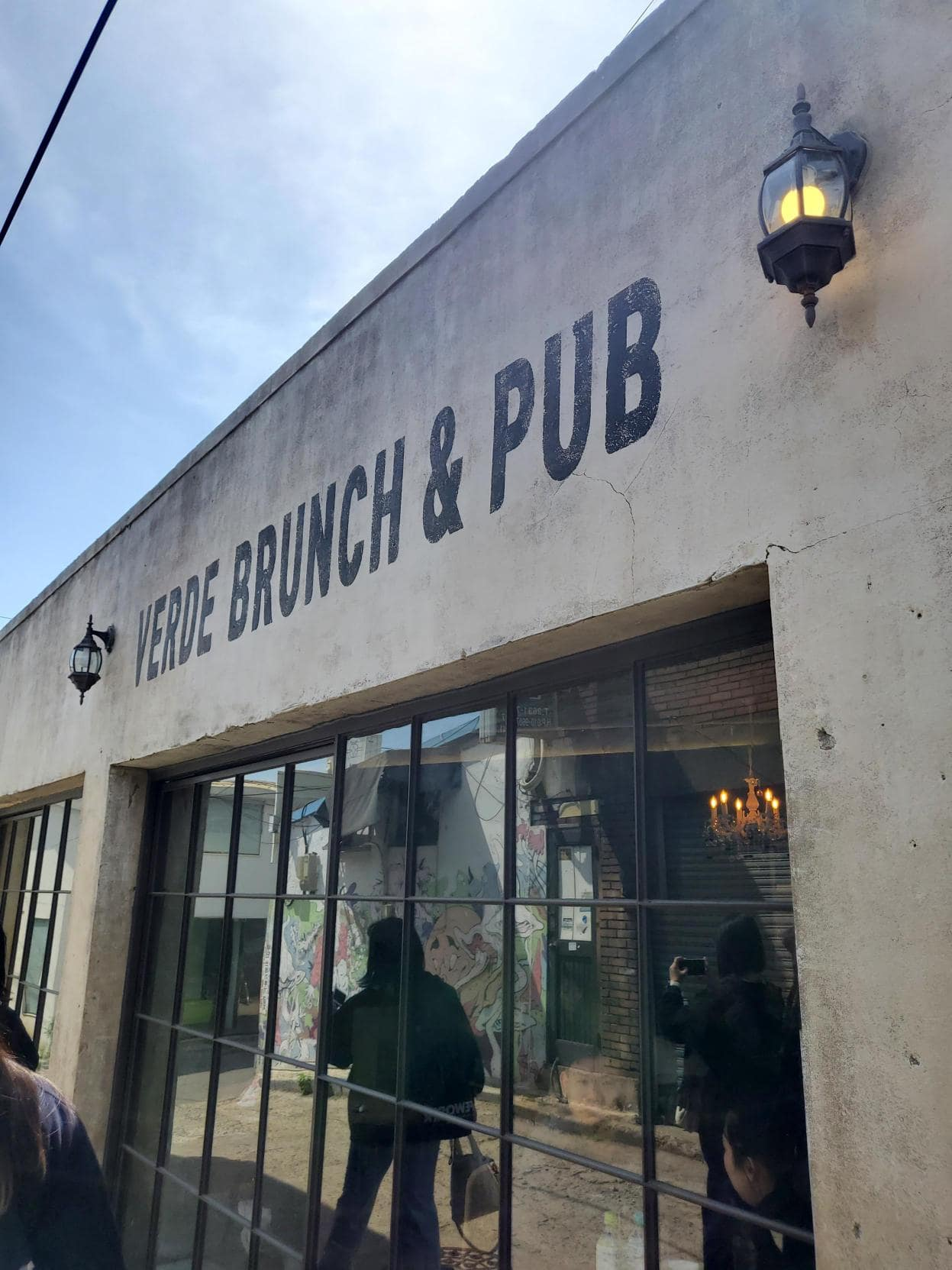
문래동에 위치하고 있는 브런치 카페 외부 모습
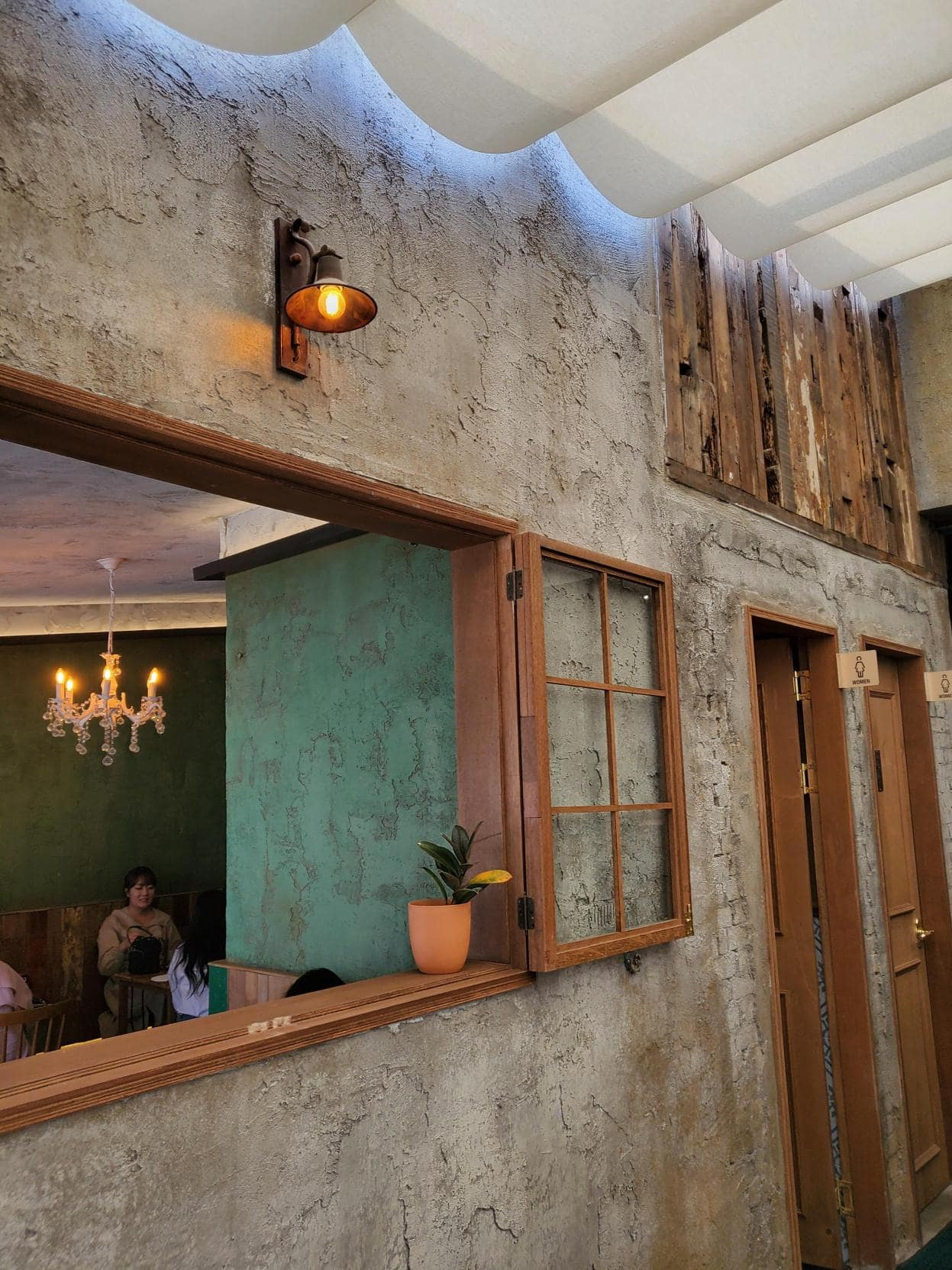
문래동에 위치하고 있는 브런치 카페 내부모습1
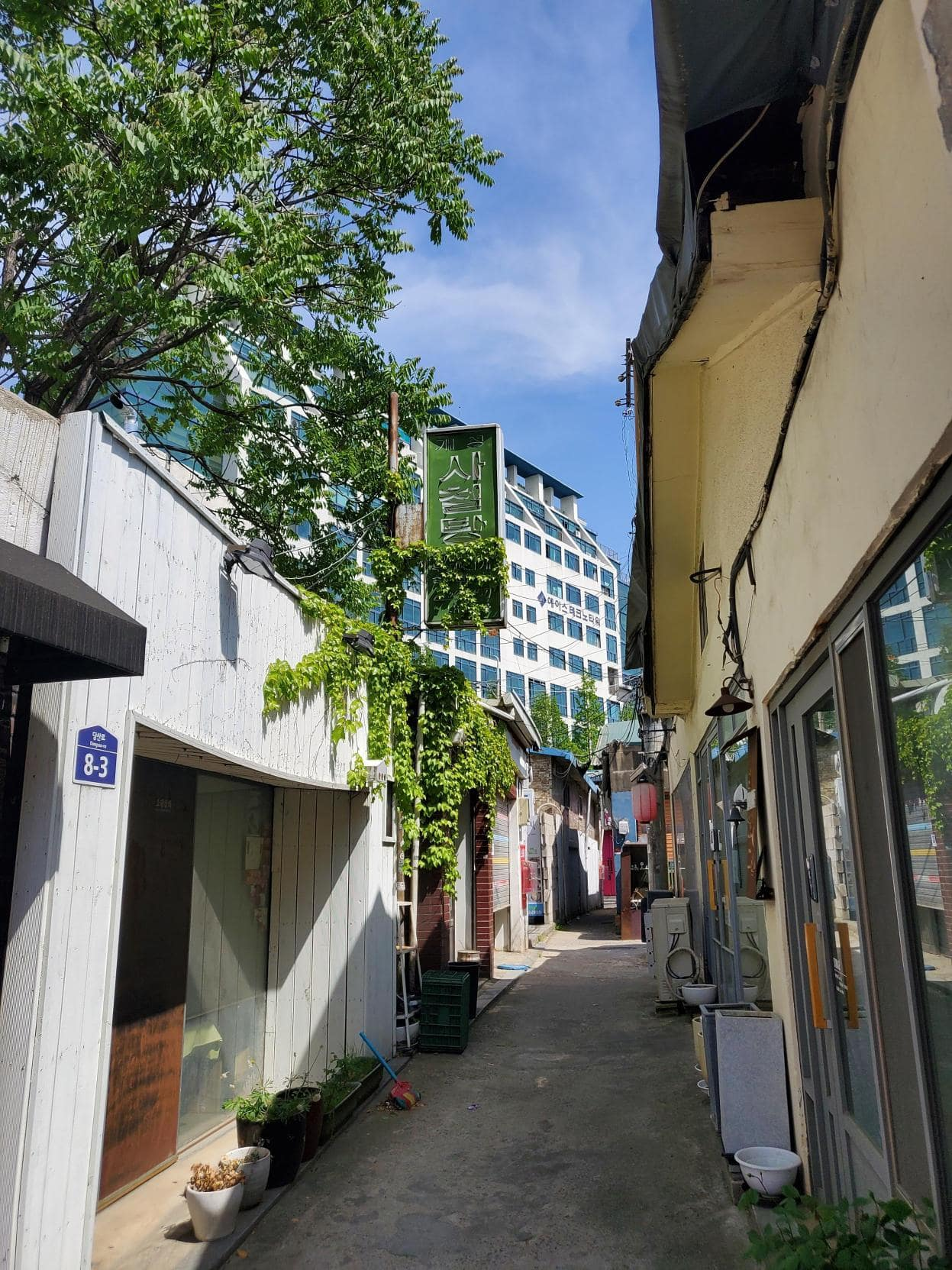
문래동 골목길1
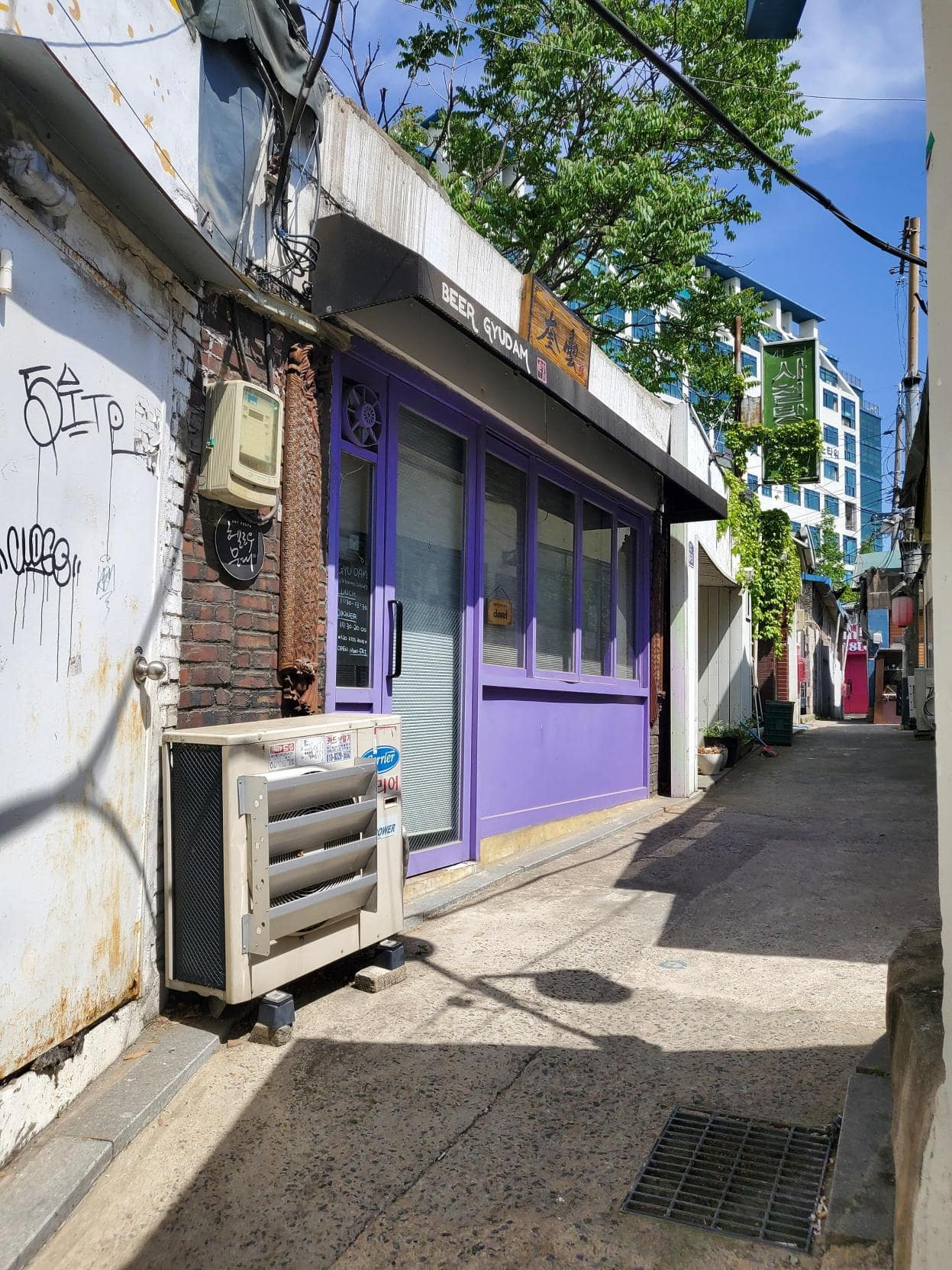
문래동 골목길2
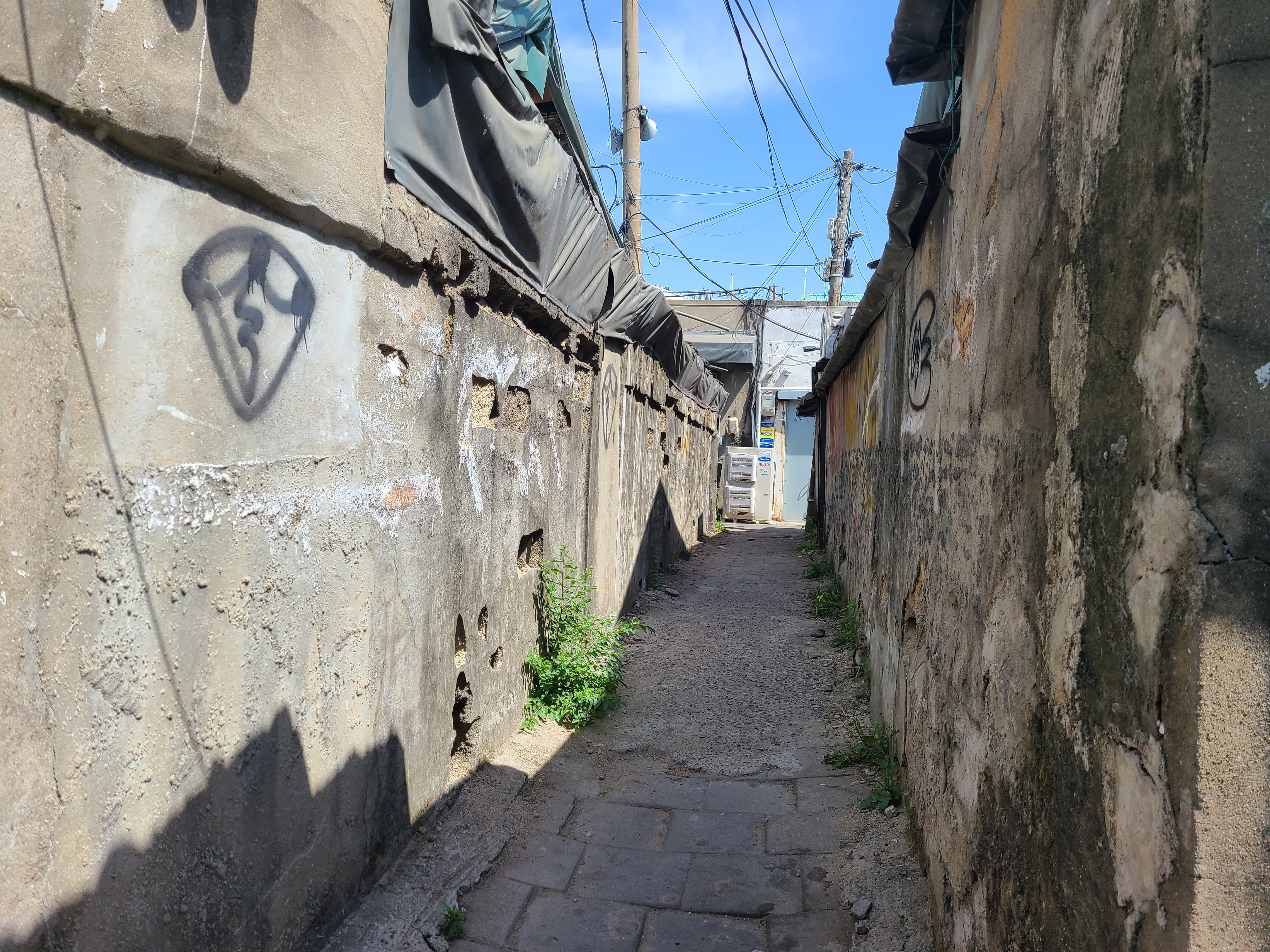
문래동 창작거리 골목
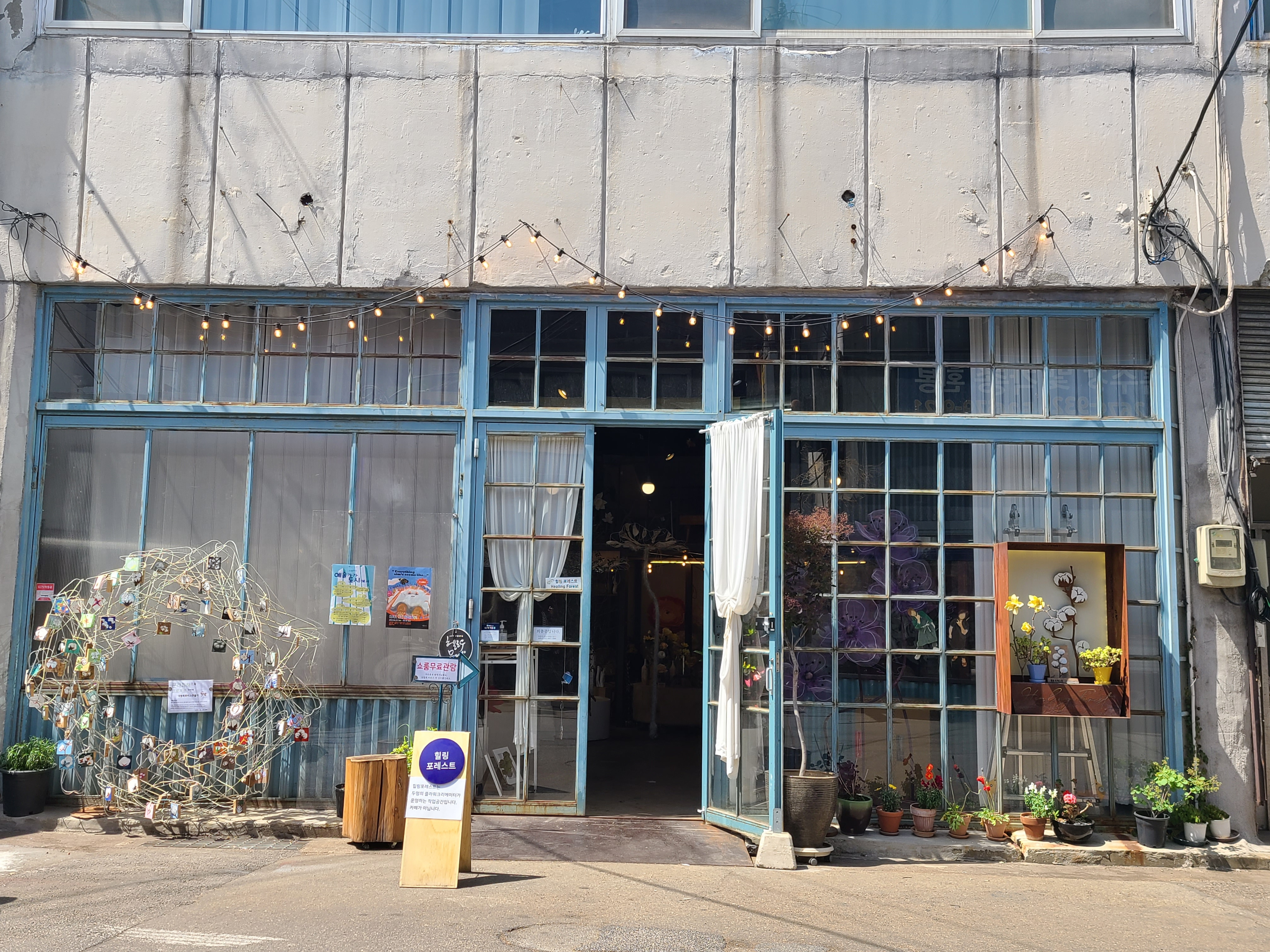
문래동 가게
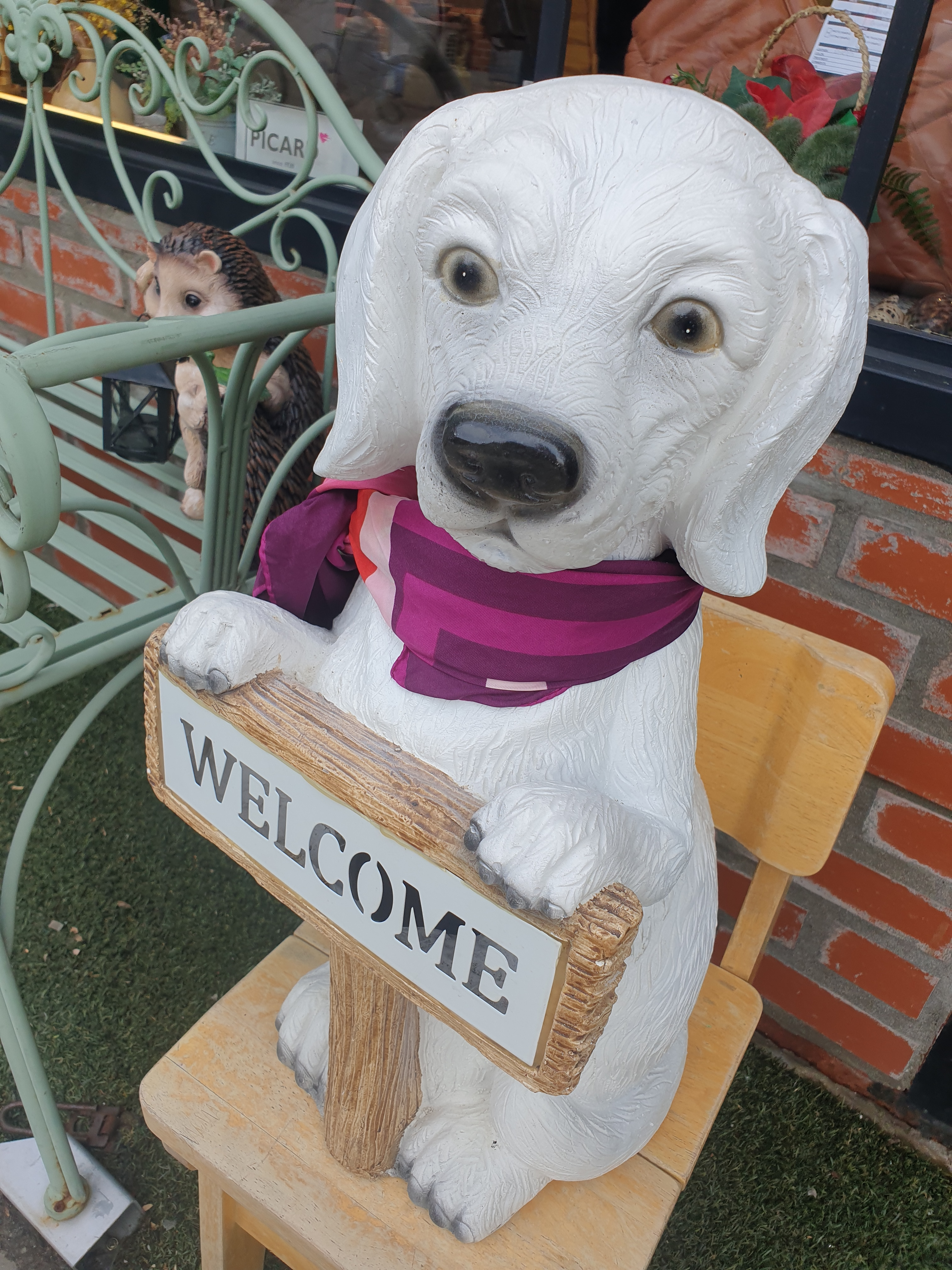
문래동 강아지 조각상

## 교통
- 서울 지하철 2호선
  - 문래역

## 같이 보기
- 대한민국의 행정 구역